# Lisabö
Lisabö  est un groupe de rock, originaire d'Irun, au Pays basque. Fondé en 1998, leur chant est de langue basque et le style est expérimental avec l'utilisation de deux batteries. Les influences internationales sont les groupes de emo et post-hardcore tels que Fugazi, Slint, Shellac, Bästard, Portobello Bones, Giant Sand et Low. Les influences d'origine basque sont Lif et Dut et les influences d'origine catalane sont Standstill et 12Twelve. Lisabö compte plusieurs albums et EP qui ont tous reçu un important succès critique en France.

## Biographie
Le groupe est formé en 1998 par Iban (batterie), Imanol (guitare, chant), Karlos (basse, chant) et Javi (guitare, chant). Au début, ils voulaient simplement jouer et répéter ensemble, sans pour autant publier d'album. Tous ont des antécédents musicaux, Iban a joué dans le groupe Donut, Karlos est entré au sein Kashbad, cette même année, et a joué à Zorrotz avec Imanol, qui, à son tour, a joué de la basse dans le groupe Hondarribia the Ilusions.
Le groupe joue, avec Galder Izagirre (batteur de Dut), ses premiers concerts. Ainsi, ils donnent leurs premiers concerts et, au début de 1999, enregistrent une démo six titres, entièrement auto-produite et auto-éditée, intitulée Berak Ekoztua. Ils sont chargés de le distribuer. Juste après, Imanol quitte le groupe. Ils attirent l'intérêt de la maison de disques basque Esan Ozenki, et acceptent d'enregistrer un album studio. En fait, l'idée initiale de Fermin Muguruza était de modifier les chansons de leur première démo. Les concerts se succèdent et leur popularité s'accroit dans la scène locale, avec un concert aux côtés de Fugazi le 10 octobre à Vergara. Ils continueront à jouer ensemble pendant le reste de l'année.
Au début de 2000, le groupe (désormais un quatuor avec l'ajout d'Aida comme deuxième batteur) décide de se concentrer sur la préparation de leur premier album, Ezarian. En août, ils entrent en studio d'enregistrement. Ils s'occupent de la production, l'enregistrement, du mixage et de la conception du CD. Le mastering est réalisé aux studios Azkarate d'Ángel Katarain. Le disque se caractérise par un son agressif, avec des paroles très personnelles et émotionnelles. L'évolution sonore, comparée à leur première démo, est évidente, et comprend des sons plus axés heavy metal. L'album est unanimement félicité par les critiques spécialisées (Rockdelux, Ruta 66 et Mondosonoro).
En été 2001, ils préparent un concert avec Martxel Mariscal (écrivain basque ex-membre de Beti Mugan) au Kursaal (palais de congrès de Saint-Sébastien). De cette expérience, le groupe tire trois chansons qui façonneront Egun bat nonahi, un EP publié au label Acuarela en 2002. L'EP est un nouveau succès et est sélectionné par Rockdelux comme le meilleur single national de 2002.
Le groupe se terre dans le silence jusqu'en 2004 où ils annoncent un nouvel album. À la fin de cette année, ils révèlent le départ de Javi qui formera le groupe Amodio avec le musicien belge Aurélien Rotoreau. Lisabö se restructure en recrutant Ionyu à la basse et Eneko à la batterie, et en mettant Karlos et Iban aux guitares. L'album Izkiriaturik Aurkitu Ditudan Gurak (2005) est enregistré dans les studios Bomberenea à Tolosa, où Karlos travaille comme ingénieur-son et producteur. Encore une fois, ils font tout : chansons (la majeure partie des paroles étant écrites par Martxel Mariscal), production, enregistrement, mixage, et conception artistique. Il fait participer Experience, Anari, Xabier Erkizia, Akauzazte, et Carlos Desastre (de 713avo Amor) et Manta Ray). Il est acclamé par la presse musicale (Todas las novedades) et déclaré album de l'année par Rockdelux, et Ruta 66.
En 2011 sort Animalia Lotsatuen Putzua, qui est aussi reconnu meilleur album par Rockdelux. Pour la tournée qui suit, ils sont accompagnés par Joseba Ponce (Dut).

## Membres

### Membres actuels
- Karlos Osinaga - guitare, voix
- Iban - guitare
- Eneko Aranzasti - batterie
- Aida - batterie
- Ionyu - basse

### Anciens membres
- Imanol - guitare, voix (1998-1999)
- Javi Manterola - guitare, voix (1998-2004)

## Discographie

### Albums studio
- 1999 : Berak Ekoztua (démo auto-produite)
- 2000 : Ezarian (Esan Ozenki)
- 2005 : Izkiriaturik Aurkitu Ditudan Gurak (Metak)
- 2007 : Ezlekuak (Bidehuts)
- 2011 : Animalia lotsatuen putzua (Bidehuts)
- 2018: Eta Edertasunaren Lorratzetan Biluztu Ginen (Bidehuts)
- 2023: lorategi izoztuan hezur huts bilakatu arte (Bidehuts)

### EP
- 2002 : Egun bat nonahi (Acuarela)